# Квартал Ротерманна
Кварта́л Ро́терманна, также кварта́л Ро́терманни (эст. Rotermanni kvartal) — исторический район в Кесклинне, одном из районов Таллина (Эстония), между Старым городом, портом на берегу Таллинского залива и площадью Виру.

## История
Коммерсант Кристиан Абрахам Ротерманн (1801–1870) открыл в 1829 году в Ревеле торговое предприятие «Кр. Ротерманн», занимавшееся строительными материалами.
В 1849 году Ротерманн построил у площади Виру (в то время — Русская площадь) торговый дом (архитектор И. Е. Ефимов), вокруг которого вскоре вырос новый промышленный квартал — к нему присоединился целый комплекс предприятий «Заводы Ротерманна», принадлежащий семье Ротерманнов. В здании же торгового дома, выкупленного городскими властями в 1871 году, позднее открылась Ревельская Александровская гимназия.
В 1861 году Кристиан Ротерманн построил в Маарьямяэ первую в Ревеле паровую мельницу (позже она сгорела); в 1869 году недалеко от порта — паровую мельницу, крахмальный и винокуренный заводы, а также мельницу по помолу цикория и соли. 
Христиан Бартольд Иоганн Ротерманн (Christian Barthold Johann Rotermann, 1840—1912) продолжил дело своего отца. В 1879 году на территории квартала была построена паровая лесопилка, в 1881 году — несколько соляных складов, в 1887 году основана макаронная фабрика (работала до 1912 года), в 1888 году на бульваре Мере возведены торговое здание и крупнейшая в Таллине зерновая мельница, в 1890 году был основан машиностроительный завод (в основном производил молотилки, закрыт в 1901 году из-за экономического кризиса). В 1891 году было построено новое здание лесопилки, в 1896 году — здание шерстяного завода, а рядом с ним — здание для производства мельничных машин. В 1912 году торговый двор был расширен, и построен новый хлебозавод, имевший также подразделение в Вильянди.
В 1902 году была возведена котельная, дымовая труба которой (памятник архитектуры) и сегодня является «визитной карточкой» квартала. В 1908 году из плитняка был построен соляной склад (инженер Эрнст Буштедт); после реконструкции в 1996 году в этом здании разместился Эстонский архитектурный музей. В 1910–1911 годах вместо деревянного жилого дома Ротерманна был построен новый дом из красного кирпича в стиле «модерн» (создателем его архитектурного решения считается Элиель Сааринен).
В результате присоединения Эстонии к СССР все частные предприятия квартала были национализированы. В 1980 году здесь было построено здание Главпочтамта (архитектор Райне Карп).
После восстановления независимости Эстонии началось возрождение и обновление исторического района по проектам архитектурных бюро Kosmos, KOKO Arhitektid, Alver Arhitektid, Teigar Sova Arhitektid, HG Arhitektuur и Emil Urbel. Возводились новые здания и реконструировались старые, в которых создавались квартиры, офисы, магазины и выставочные пространства.
В 2001 году квартал Ротерманна был объявлен территорией ценной застройки. Для новых строений был установлен предел высоты — 24 метра, что на 3,3 метра меньше высоты исторического зернового элеватора по адресу ул. Ротерманни 2 (построен в 1923 году). Это вызвало протесты со стороны застройщиков, и в дальнейшем правило было нарушено, в частности, семиэтажные дома по адресу ул. Розени 10 и ул. Ротерманни 5 имеют высоту 27 метров.

## Награды и номинации 2008—2009 годов
В 2008 году архитекторы фирмы «AB Kosmos» были награждены Эстонской национальной культурной премией и благодарственным письмом от мэра Таллина Эдгара Сависаара за проектирование смелого современного нового здания, которое вписывается в историческую среду квартала Ротерманна. Фирма-застройщик «Rotermann City OÜ» и архитектор Вахур Сова (Vahur Sova) были награждены благодарственными письмами от Таллинской городской управы и Таллинского департамента культурного наследия за отличную работу по реставрации здания зерновой мельницы Ротерманна.
Комплексное решение для улицы Ротерманни (светодиодные уличные фонари, пластиковые сиденья с подсветкой, мусорные баки, контейнеры для растений) получило рекордное тройное признание на церемонии вручения премии «Bruno Design Award»: в категориях «Продуктовый дизайн», «Дизайн-проект» и «Управление дизайном».
9 октября мэр Таллина Эдгар Сависаар на закрытии Таллинского Дня предпринимательства присвоил кварталу Ротерманна звание «Лучший проект развития недвижимости».
В 2009 году творческий дуэт архитекторов — эстонец Ханно Гроссшмидт (Hanno Grosschmidt) и японец Томоми Хаяши (Tomomi Hayashi) были номинированы на годовую премию фонда «Капитал культуры Эстонии» за архитектурное решение зданий Мучного склада Ротерманна.

## В кинематографе
На территории квартала Ротерманна в 1979 году снимались многие сцены фильма «Сталкер» режиссёра Андрея Тарковского (по мотивам повести «Пикник на обочине» братьев Стругацких).
На месте съемки эпизода с заставой ООН на трубе котельной до сих пор осталась надпись «UN». В 2008 году здесь была установлена памятная табличка на эстонском и английском языках.

## Галерея
- Вход в квартал Ротерманна со стороны Нарвского шоссе
- Среди строений квартала
- Столярная мастерская (памятник архитектуры, надстроена в 2010-х годах)
- Один из входов в торговый центр, современная архитектура
- Одно из надстроенных зданий (памятник архитектуры)
- Ул. Ротерманни 5
- Ул. Ротерманни 6
- Ул. Ротерманни 8
- Торговый дом Ротерманна[эст.] (позднее Ревельская Александровская гимназия)
- Соляной склад Ротерманна (ныне Эстонский архитектурный музей[эст.])
- Труба котельной (архитектурный памятник)